# Зюхтю Калит
Зюхтю Калит е български скулптор от татарски произход.

## Биография
Роден е в русенското село Голямо Враново. През 1975 година завършва средно образование в Художествената гимназия „Дечко Узунов“ в Казанлък. През 1980 година Калит завършва специалност скулптура във Великотърновския университет. Ученик е на скулптора Атанас Миндов.
Работи на свободна практика от 1981 година. Твори основно кавалетна пластика, като предпочитаните от него материали са мрамор, гранит, риолит, диорит, черен базалт, кремък, варовик. Участва с малки пластики в международни изложби и пленери в Румъния, Турция, Франция, Италия.
Зюхтю Калит е и дългогодишен треньор по стрелба с лък в Русе и майстор на лъкове. Носител е на награди от множество турнири и състезания от национално и международно ниво. Бил е и треньор на националния отбор на България, а през 2004 г. е номиниран за треньор №1 на град Русе.